# ブラジルの国旗
1. こいぬ座のプロキオン
2. おおいぬ座。大きく描かれているのはシリウス
3. りゅうこつ座のカノープス
4. おとめ座のスピカ
5. うみへび座
6. 南十字星
7. はちぶんぎ座σ星
8. みなみのさんかく座
9. さそり座。大きく描かれているのはアンタレス

縦横比2:3の別タイプ

ブラジル国旗の拡大図。中央の白い帯にはポルトガル語で “Ordem e Progresso”（秩序と進歩）という国是が書かれている。その周りには九つの星座があしらわれており、それぞれ以下の通りである。

ブラジルの国旗は、緑色の地に黄色の菱形と青い円を組み合わせたデザインの旗である。ブラジルポルトガル語では「金緑旗」の意で「アウリヴェルジ (Auriverde)」と呼ばれる。国旗の原型は1889年11月19日に制定されたもので、その後数回にわたり細部のデザインの変更が行われており、現行の国旗は1992年5月11日に制定された。なお、この旗は縦長に掲揚してはならない。

## 意味
元来緑色（こい縁）と黄色はそれぞれブラジル皇帝であるペドロ1世のブラガンサ家とその皇妃マリア・レオポルディナのハプスブルク家を象徴していた。現在では非公式ながら緑色は森林を、黄色は金と鉱物資源を象徴していると解釈されることが多い。
中央の円は共和政が樹立された日の朝（1889年11月15日8時30分）に見えるリオデジャネイロの空を表している。天球儀を外側から見たイメージであるため、星座の模様は左右反転している。円内の27個の星はそれぞれブラジル連邦共和国を構成する26州と1連邦直轄区を表している。そのためアメリカ合衆国の国旗のように州が増える度に星の数も増えるという性格を持っている。アメリカ合衆国の国旗と異なる点としては、それぞれの星が象徴する州が厳格に定められている点が挙げられる。例えば円の下部に描かれた一番小さな星は南極星で、ブラジリアを中心とする連邦直轄区を表している。勘違いされやすいが、帯の上部に描かれた大きな星（スピカ）は連邦直轄地区ではなくパラ州を表している。
中央の白い帯は黄道を表している。帯には緑色で哲学者オーギュスト・コントの言葉「秩序と進歩」がポルトガル語で記されている。これは発足当時の共和国政府首脳陣の多くが実証主義の信奉者だったことを反映した結果である。
旗の裏面は、表面と同じ模様とされており、文字や星座は反転しない。
| 地域と州                   | 星の名前                  | 星座               | 等級 |
| -------------------------- | ------------------------- | ------------------ | ---- |
| アマゾナス州               | プロキオン                | こいぬ座           | 1    |
| マットグロッソ州           | シリウス                  | おおいぬ座         | 1    |
| アマパー州                 | おおいぬ座β星             | おおいぬ座         | 2    |
| ロンドニア州               | おおいぬ座γ星             | おおいぬ座         | 4    |
| ロライマ州                 | おおいぬ座δ星             | おおいぬ座         | 2    |
| トカンティンス州           | おおいぬ座ε星             | おおいぬ座         | 2    |
| パラー州                   | スピカ                    | おとめ座           | 1    |
| ピアウイ州                 | アンタレス                | さそり座           | 1    |
| マラニョン州               | さそり座β星               | さそり座           | 3    |
| セアラー州                 | さそり座ε星               | さそり座           | 2    |
| アラゴアス州               | さそり座θ星               | さそり座           | 2    |
| セルジッペ州               | さそり座ι1星              | さそり座           | 3    |
| パライバ州                 | さそり座κ星               | さそり座           | 2    |
| リオグランデ・ド・ノルテ州 | さそり座λ星               | さそり座           | 2    |
| ペルナンブーコ州           | さそり座μ星               | さそり座           | 3    |
| マットグロッソ・ド・スル州 | アルファルド              | うみへび座         | 2    |
| アクレ州                   | うみへび座γ星             | うみへび座         | 3    |
| サンパウロ州               | みなみじゅうじ座α星       | みなみじゅうじ座   | 1    |
| リオデジャネイロ州         | みなみじゅうじ座β星       | みなみじゅうじ座   | 1    |
| バイーア州                 | みなみじゅうじ座γ星       | みなみじゅうじ座   | 2    |
| ミナスジェライス州         | みなみじゅうじ座δ星       | みなみじゅうじ座   | 3    |
| エスピリトサント州         | みなみじゅうじ座ε星       | みなみじゅうじ座   | 4    |
| リオグランデ・ド・スル州   | みなみのさんかく座α星     | みなみのさんかく座 | 2    |
| サンタカタリーナ州         | みなみのさんかく座β星     | みなみのさんかく座 | 3    |
| パラナ州                   | みなみのさんかく座γ星     | みなみのさんかく座 | 3    |
| ゴイアス州                 | カノープス                | りゅうこつ座       | 1    |
| ブラジリア連邦直轄区       | はちぶんぎ座σ星（南極星） | はちぶんぎ座       | 5    |

## 歴史
1889年11月15日にブラジルで帝政が倒され共和制が成立すると、新国旗に関する議論が浮上した。新政府の財務大臣であったルイ・バルボーザがアメリカ合衆国の国旗を元に新国旗を発案した、13本の横縞と21の星（緑7本と黄6本、したがって上下縁は緑、四角に区切った左上部〈カントン〉は青地に21の白い星が配置されている）のデザインの国旗に改められた。しかしデオドロ・ダ・フォンセカ大統領があまりに星条旗に似た意匠の国旗に難色を示し、拒否権を発動したため、バルボーザ案の国旗は11月15日から19日までの4日間のみ使用されるという非常に短命なものとなった。
フォンセカは星条旗の代わりに帝政時代の国旗を元にして新国旗を作成することを提案した。これを受けてブラジル実証主義使徒の会長ハイムンド・テイシェイラ・メンデス、及び会員のミゲル・レモス、リオデジャネイロ工科学校教授のマヌエル・ペレイラ・ヘイスが近代的な天球儀に彼らが大きな影響を受けていたコントの言葉を織り込んだ意匠を発案した。彼らの提案は画家のデシオ・ヴィラレスによって描かれ、11月19日に国旗として制定された。そのため11月19日はブラジルでは国旗の日と定められている。当初はブラジル国内の州の数を反映して21の星が描かれていたが、1960年・1968年・1992年に星の数が増え、現在では27個の星が描かれている。

### 歴代の国旗

?騎士修道会の十字 (1332年 – 1651年)
?王室旗 (1500年 – 1521年)
?ジョアン3世の旗 (1521年 – 1616年)
?スペインとの同君連合時代 (1616年 – 1640年)
?ジョアン4世による王政復古時の旗 (1640年 – 1683年)
?ブラジル公国国旗 (1645年 – 1816年)
?ペドロ2世の旗 (1683年 - 1706年)
?ジョアン5世の旗 (1707年 - 1750年)
?王室旗 (17世紀頃)
?ポルトガル・ブラジル・アルガルヴェ連合王国(1816年 - 1821年)
?ポルトガル・ブラジル・アルガルヴェ連合王国内のブラジル王国(1816年 - 1822年)
?立憲君主制時 (1821年 – 1822年9月18日)
?ブラジル帝国 (1822年9月18日 - 12月1日)
?ブラジル第一帝国 (19州。1822年12月1日 - 1870年)
?ブラジル第二帝国 (20州。1870年 - 1889年11月15日)
?ブラジル合衆国の仮国旗 (20州及び連邦直轄区。1889年11月15日 - 11月19日)
?ブラジル合衆国 (20州及び連邦直轄区。1889年11月19日 - 1960年4月14日)
?ブラジル合衆国 (21州及び連邦直轄区。1960年4月14日 - 1968年5月28日)
?ブラジル連邦共和国 (22州及び連邦直轄区。1968年5月28日 - 1992年5月11日)
?ブラジル連邦共和国 (26州及び連邦直轄区。1992年5月11日 - 現在)

### 政府関係の旗

大統領旗
副大統領旗
軍艦用国籍旗